# Kissa Color
Kissa Color（キッサカラー）は日本の音楽ユニットである。2001年8月結成。ジャパン・ミュージックエンターテインメント・エンジョイミュージックに所属していたが、2011年1月現在、所属事務所による公式サイトは削除されている。

## メンバー
- nonchi（川上伸代　かわかみのぶよ）ボーカル
- wataru otake（大竹航　おおたけわたる）作詞・作曲・ギター

## ディスコグラフィ

### シングル
- カタリザクラ
テレビ東京『いい旅・夢気分』エンディングテーマ

### アルバム
- Urban life（2003年12月18日）
  1. 回帰廊
  2. 白と黒と黄色
  3. 恋するペリカン
  4. Urban Dance
  5. 小さな願い
  6. Green peas
  7. I'm hoping...

- New World（2008年2月20日）
  1. バタフライ
  2. 回帰廊
  3. Legend of fall
  4. セピアモード
  5. 月と私
  6. Devil
  7. Green